# Абрикосов Андрій Львович
Андрі́й Льво́вич Абрико́сов (рос. Андрей Львович Абрикосов; 14 листопада 1906, Сімферополь — 20 жовтня 1973, Москва) — радянський актор театру і кіно. Народний артист СРСР (1968).

## Життєпис
Народився 14 листопада 1906 року в Сімферополі Таврійської губернії Російської імперії (нині Автономна Республіка Крим, Україна) в сім'ї агронома.
Чимало промандрувавши півднем імперії, врешті у 1925 році дістався Москви, де влаштувався працювати слюсарем. Вступив до кінематографічної студії О. С. Хохлової, але незабаром залишив її й займався у З. С. Соколової.
З 1926 року — актор студії Малого театру. У 1929 році затверджений на роль Григорія Мелєхова у екранізації роману М. О. Шолохова «Тихий Дон». Зйомки у цьому фільмі принесли актору широку популярність.
У 1931—1937 роках — актор московського Реалістичного театру, де зіграв ролі Отелло («Отелло» В. Шекспіра), Громова («Аристократи» М. Погодіна), тощо.
З 1938 року — актор Театру імені Вахтангова, де грав до кінця свого життя, а у період з 1953 по 1959 роки був директором театру.
Помер 20 жовтня 1973 року. Похований на Новодівочому цвинтарі у Москві.

## Нагороди і почесні звання
Нагороджений двома орденами Трудового Червоного Прапора, медалями.
- Заслужений артист РРФСР (1946).
- Народний артист РРФСР (1952).
- Народний артист СРСР (1968).
- Лауреат Сталінської премії 1-го ступеня (1941, за виконання ролі Гаврили Олексича у фільмі «Олександр Невський»).

## Фільмографія
- 1930 — Тихий Дон — Григорій Мелєхов
- 1932 — Зустрічний — Павло Ілліч, начальник цеху
- 1932 — Проспериті — Поль Аткінс, комуніст
- 1933 — Одна радість
- 1934 — Чотири візити Самюеля Вульфа — Нікітін, інженер
- 1935 — Вражі стежки — Інокентій Окатов
- 1935 — Любов і ненависть — командир загону червоних
- 1936 — Зорі Парижа — Етьєн, брат Катріни
- 1936 — Партійний квиток — Павло Куганов, він же Іван Зюбін
- 1938 — Олександр Невський — Гаврила Олексич, богатир
- 1938 — Люди долини Сумбар — агроном Нурі
- 1939 — Висока нагорода — Микола Михайлов, лейтенант держбезпеки
- 1939 — Степан Разін — Степан Разін
- 1940 — Баби — Степан Степанович Кладов
- 1940 — П'ятий океан — Леоній Широков, льотчик
- 1941 — Фронтові подруги — Сергій Коровін, лейтенант
- 1942 — Принц і жебрак — Майльс Гендон
- 1944 — Морський батальйон — Сергій Петрович Маркін, лейтенант
- 1944—1945 — Іван Грозний — Федір Количев
- 1945 — Великий перелом — Кривенко Петро Михайлович, генерал-лейтенант
- 1947 — Хлопчик з околиці — член ЦК ВКП(б)
- 1948 — Червона краватка — військовий, Герой Радянського Союзу
- 1949 — Алітет іде в гори — Микита Сергійович Лось, уповноважений ревкому
- 1949 — Падіння Берліна — генерал армії Антонов
- 1955 — Доля барабанщика — Микола Половцев, комдив
- 1956 — Ілля Муромець — князь Володимир
- 1956 — Серце б'ється знову — Микола Миколайович Кленов, професор
- 1957 — Мета його життя — Роман Олександрович Азаров
- 1958 — Справа «строкатих» — Силантьєв, комісар міліції
- 1959 — Місто на світанку (фільм-вистава) — Добров
- 1959—1961 — Піднята цілина — Іполит Шалий, коваль
- 1962 — Сповідь — Фотій
- 1963 — Генерали і маргаритки — садівник
- 1963 — Секретар обкому — Артем Герасимович Артамонов
- 1964 — Самотність — Данило
- 1964 — Світло далекої зірки — Іван Федорович Осокін, генерал авіації
- 1964 — Скарби республіки — Аркадій Петрович Симбірцев, контрреволюціонер
- 1967 — Весілля у Малинівці — Балясний, батько отамана Грицияна
- 1968 — Брати Карамазови — Кузьма Кузьмич Самсонов
- 1969 — Оперативне відрядження (фільм-вистава) — Авер'янов
- 1969 — Троє — Строганий
- 1971—1972 — Руслан і Людмила — князь Володимир
- 1973 — Пам'ять серця (фільм-вистава) — Максим Максимович